# Tăiere subacvatică
Tăierea subacvatică reprezintă operațiunea de separare în mai multe părți a unor cabluri, lanțuri, piese, instalații sau structuri, metalice sau din alte materiale, aflate sub apă.
Tăierea subacvatică poate fi de mai multe feluri:
- tăiere subacvatică mecanică,
- tăiere subacvatică termică,
- tăiere subacvatică cu jet de apă și abraziv,
- tăiere subacvatică utilizând explozivi.

În general, echipamentul utilizat pentru tăierea subacvatică este asemănător cu cel utilizat pentru tăierea la suprafață, pe uscat. Realizarea operațiunilor de tăiere sub apă depinde de diverși factori ca: 
- temperatura apei,
- adâncimea de lucru,
- vizibilitatea,
- tipul echipamentului utilizat etc.

## Tăierea subacvatică mecanică
Tăierea subacvatică mecanică este realizată cu unelte acționate pneumatic sau hidraulic cum sunt cleștii și fierăstraiele,  Arhivat în 19 noiembrie 2008, la Wayback Machine. sau cu scule ca discurile abrazive fixate pe unelte speciale  Arhivat în 5 ianuarie 2009, la Wayback Machine..
Uneltele de tăiere subacvatică mecanică reprezintă adaptări la condițiile subacvatice ale sculelor și uneltelor utilizate pentru tăiere pe uscat.

## Tăierea subacvatică termică
Tăierea subacvatică termică este procedeul de tăiere a metalelor prin topirea sau arderea materialului cu ajutorul unei surse termice și este de mai multe tipuri:
- cu amestec gaz-oxigen (oxi-gaz),
- cu arc electric și oxigen (oxielectrică)
- cu arc electric și electrozi înveliți

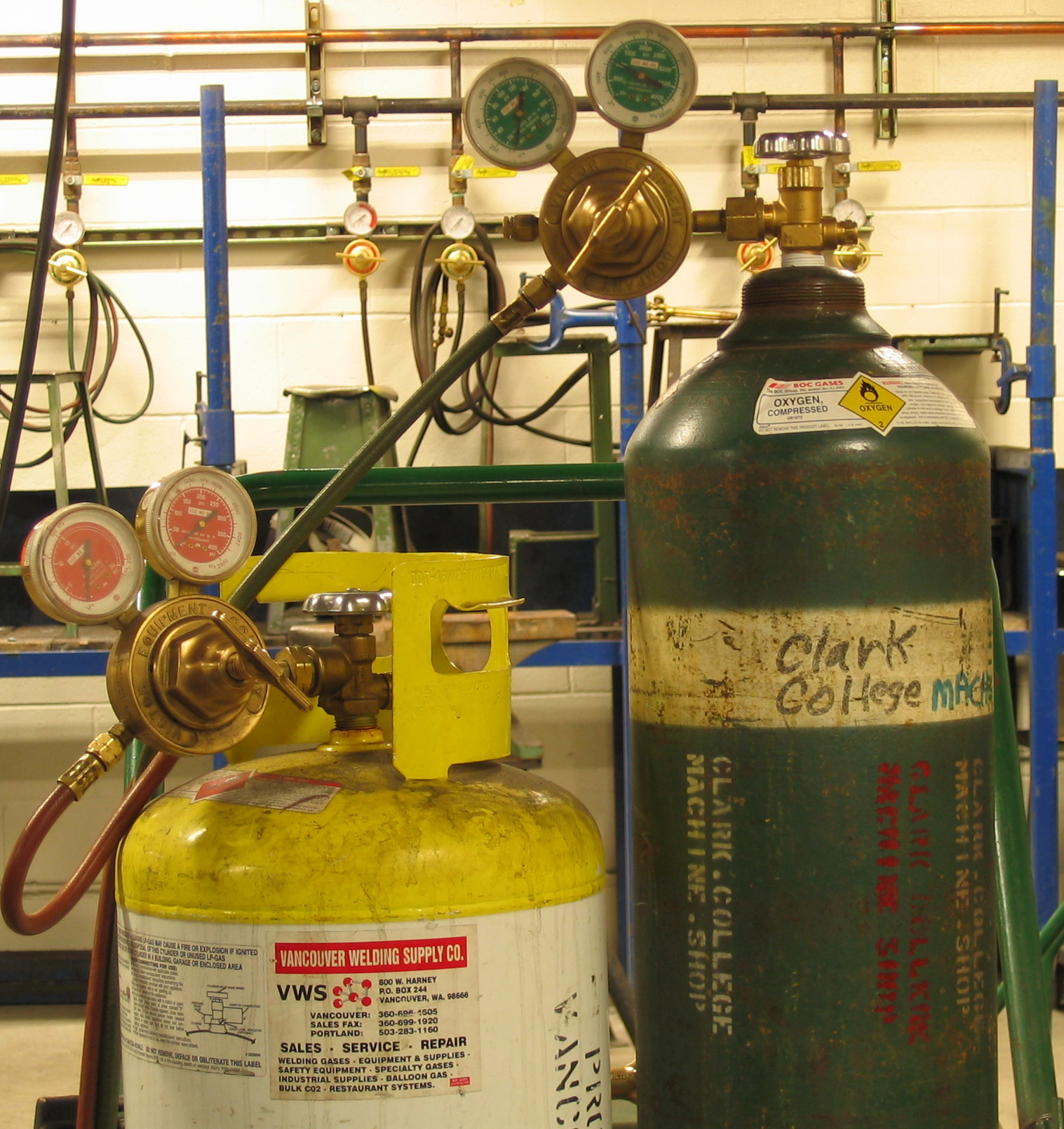
Butelii cu gaz MAPP, oxigen și reductoare de presiune

### Tăierea oxi-gaz
Tăierea oxi-gaz, sau tăiere cu amestec gaz-oxigen, utilizează ca sursă termică o flacără obținută prin arderea unui gaz combustibil în oxigen.
Funcție de gazul utilizat, tăierea oxi-gaz poate fi: 
- cu acetilenă (oxiacetilenică),
- cu gaze naturale,
- cu hidrogen (oxihidrică).
- cu vapori de benzină cu cifra octanică peste 98, (tăiere oxi-petrol).

Tăierea oxi-gaz subacvatică a fost utilizată pentru prima dată în Germania în anul 1908, folosind un arzător oxiacetilenic identic cu cel folosit la suprafață. Apoi, între anii 1925 și 1926, comandorul Edward Ellsberg din U.S. Navy a pus la punct un arzător oxihidric cu înveliș exterior de aer comprimat. Acest arzător a constituit baza arzătoarelor de tăiere oxi-gaz sub apă, utilizându-se pentru prima dată la efectuarea operațiilor de tăiere pentru ranfluarea submarinului S-51 de la adâncimea de 40 m, în anul 1925.

#### Tăierea oxiacetilenică
Tăierea oxiacetilenică a fost primul procedeu de tăiere utilizat sub apă.
Datorită proprietății acetilenei de a fi explozivă la o presiune mai mare de 2 bar (sc.abs.), acest tip de tăiere nu poate fi făcută decât până la adâncimea maximă de 7 m, sau 1,7 bar (sc.abs.).
Utilajele folosite la tăierea oxiacetilenică sub apă, sunt aceleași cu cele folosite la suprafață:
- butelii cu oxigen,
- reductor de presiune,
- generatoare de acetilenă sau butelii cu acetilenă,
- furtunuri,
- arzător.

Buteliile cu oxigen conțin oxigen tehnic care se livrează în cinci tipuri calitative, A, B, C, D și E, cu puritatea de 97%...99,7% conform STAS 2031-77.
Conform STAS 5189-69, buteliile pentru oxigen tehnic trebuie vopsite în culoarea albastru, cu inscripția OXIGEN de culoare albă.
Buteliile de acetilenă au aceeași capacitate și aceleași dimensiuni ca și cele de oxigen, cu excepția lungimii, care este de 1640 mm. O butelie conține aproximativ 5500 litri la presiunea de 15...17 bar (sc.man.). Buteliile sunt vopsite în culoarea maro și poartă inscripția cu alb.
Buteliile de oxigen și acetilenă sunt reglementate conform prescripțiilor tehnice ISCIR C5-98.

#### Tăierea cu gaze naturale
Tăierea cu gaze naturale, funcție de gazul utilizat, poate fi: 
- tăiere oxipropanică,
- tăiere cu gaz MAPP,
- tăiere oximetanică.

Tăierea oxipropanică
Tăierea oxipropanică utilizează propanul drept gaz combustibil. 

Metoda poate fi utilizată până la adâncimea maximă de 60 m, datorită pericolului de explozie al propanului la presiune mai mare, ca acetilena.
Tăierea cu gaz MAPP
Gazul MAPP mai este cunoscut și sub denumirea de metilacetilenă-propadienă, se îmbuteliază în butelii din oțel la presiunea maximă de 150 bar. 

Gazul MAPP se îmbuteliază în stare gazoasă în butelii din oțel la presiunea maximă de 150 bar (sc.man.). Buteliile de MAPP sunt vopsite în alb cu inscripția roșie.

Calitatea suprafețelor tăieturii cu gaz MAPP este similară celei obținute cu acetilenă.
Tăierea oximetanică
Tăierea oximetanică utilizează drept gaz combustibil metanul.
Metanul se îmbuteliază în butelii din oțel la presiunea maximă de 150 bar., vopsite în culoarea roșie, având inscripția METAN de culoare albă. 
Calitatea tăieturii este superioară celei obținute cu flacăra oxiacetilenică.
Arzătoarele utilizate în aceste procedee sunt cu trei țevi, oxigenul de încălzire și gazul combustibil trecând fiecare prin câte o țeavă spre injectorul din capul de tăiere, prin țeava a treia trecând oxigenul de tăiere.  

Arzătoarele trebuie prevăzute atât cu un arestor de flacără cât și cu o supapă unisens pentru alimentare la buteliile de stocaj.

#### Tăierea oxihidrică
Tăierea oxihidrică se utilizează pentru lucrări sub apă la adâncime mai mare, hidrogenul înlocuind acetilena și gazele naturale.
Tăierea oxihidrică a fost realizată până la adâncimea de aproximativ 100 m, fiind primul procedeu oxi-gaz utilizat la adâncimi de peste 8 m. Hidrogenul poate fi utilizat și la adâncime mult mai mare fiind stabil și la adâncimi de 1400 m. Industrial, hidrogenul se obține prin electroliza apei.
În amestec cu oxigenul, hidrogenul arde cu o flacără de nuanță albăstruie, aproape invizibilă în lumină, fără a distinge zonele flăcării. Datorită vitezei mari de ardere în oxigen și a flăcării lungi, metoda se întrebuințează la tăierea oxi-gaz a grosimilor mari (<300 mm).
Hidrogenul este îmbuteliat în stare gazoasă în butelii din oțel la presiunea maximă de 150 bar (sc.man.), vopsite în culoarea maro sau bordo cu inscripția HIDROGEN.
Pentru mărirea adâncimii de lucru și tăierii unor materiale mai groase, utilizarea amestecului oxigen-hidrogen nu mai este eficientă. Se utilizează un amestec hidrogen-acetilenă care poate fi utilizat la adâncimi de până la 300 m.
Arzătorul utilizat pentru tăiere oxi-gaz sub apă, hidrogen, este deosebit de cel utilizat la suprafață. Portarzătorul are trei conducte de legătură (pentru gaz combustibil, pentru oxigen și pentru aer comprimat) și patru robinete cu ventil (pentru gaz combustibil, pentru oxigen flacără, pentru oxigen tăiere și pentru aer comprimat).
Aerul comprimat îndepărtează apa din zona de tăiere și protejează flacăra în timpul procesului de tăiere subacvatică.
Pentru aprinderea flăcării sub apă, se utilizează un dispozitiv special, rezistent la presiunea apei, numit aprinzător sau brichetă. Prin apăsarea butonului bateriei la care este conectat arzătorul, se generează un curent electric ce formează o scânteie care aprinde amestecul oxigen-hidrogen. Locul de formare a scânteii este păstrat uscat prin jetul de oxigen de la arzător.

#### Tăierea oxi-petrol
Avantajele tăierii oxi-gaz
Avantajele procedeelor de tăiere termică oxi-gaz sunt:
- gamă largă de grosimi de piese metalice ce pot fi tăiate (5...30 mm);
- echipament de tăiere cu preț de cost scăzut;
- posibilitatea tăierii de piese metalice cu grosimi mari având contururi complexe;
- productivitate bună.

Dezavantajele tăierii oxi-gaz
Ca dezavantaje ale procedeelor de tăiere termică oxi-gaz se pot enumera:
- posibilitatea tăierii numai a oțelurilor carbon slab aliate și a fontelor;
- preîncălzire greoaie datorită acțiunii de răcire a apei;
- energie termică ridicată;
- vizibilitatea redusă;
- lățime mare a rostului de tăiere;
- acumulare a amestecurilor gazoase explozive în diverse părți ale structurii submerse pe care se efectuează tăierea.

### Tăierea oxielectrică
Tăierea oxielectrică sau oxi-arc a fost introdusă încă din anul 1915. Procedeul este larg răspândit, datorită posibilităților de tăiere a grosimilor mai mari și a productivității crescute.
Această metodă poate fi utilizată în două modalități:
- cu electrozi tubulari,
- cu electrozi înveliți.

#### Tăierea oxi-arc cu electrozi tubulari
Principiul procedeului constă în amorsarea unui arc electric între un electrod tubular și piesa de tăiat, încălzirea zonei și îndepărtarea metalului topit făcându-se cu un jet de oxigen de tăiere cu presiune ridicată trimis prin interiorul electrodului.
Echipament
Echipamentele utilizate pentru tăierea oxi-arc sub apă sunt asemănătoare cu cele utilizate la suprafață: 
- portelectrod,
- electrozi,
- sursă de curent electric,
- întrerupător cu pârghie,
- cabluri electrice,
- butelii cu oxigen cu reductoare de presiune,
- furtunuri.

Portelectrodul
Portelectrodul servește la prinderea electrodului. Sunt folosiți portelectrozii combinați, folosiți atât pentru tăiere cât și pentru sudare, prin utilizarea unei mandrine interschimbabile.
Electrozii
Electrozii utilizați sunt tubulari având un canal central ce permite trecerea oxigenului care intensifică arderea și elimină metalul topit consumându-se în timpul procesului de tăiere. Diametrul exterior este de 6...8 mm, iar diametrul interior de 2...3 mm.
Pentru tăierea oxi-arc sub apă se utilizează trei tipuri de electrozi: 
- din oțel,
- din ceramică,
- din cărbune.
- ultratermici

Electrodul tubular din oțel are diametrul exterior de 8 mm, diametrul interior de 3 mm și lungimea de 350 mm. Electrodul este acoperit cu un înveliș asemănător celui utilizat la electrozii pentru sudare subacvatică și protejat cu un strat subțire de substanță hidroizolatoare(lac incolor, ceară, parafină, PVC sau bandă izolatoare).
Electrodul tubular din ceramică este un tub din oxizi stabili refractari cu dimensiunile de 200 mm lungime, 12,5 mm diametru, iar diametrul interior de 9,5 mm. Capătul de prindere în portelectrod este mai gros având diametrul de 13,5 mm pe o lungime de 32 mm. Electrozii din ceramică prezintă avantajul că au o durată de ardere mai mare deoarece reacționează mai puțin cu oxigenul și greutate mai redusă.
Electrodul tubular din cărbune a fost folosit pentru prima dată în Marea Britanie pentru tăiere oxi-arc sub apă. 
Este alcătuit dintr-un tub de cărbune acoperit la exterior cu un strat subțire de cupru. 
Sunt utilizați pentru tăierea oțelului având o grosime de până la 50 mm, a fontei, cuprului și alamei. Electrozii pot avea diametrul de 4, 6, 8, 10, 12 mm. 
Electrozii din cărbune pot forma și întreține arcul electric mai ușor decât cei din oțel, de aceea în locul oxigenului ca gaz de ardere se poate utiliza aerul comprimat, procedeul numindu-se arc-aer. 
Avantajele procedeului constau în economicitate și simplitate a echipamentului folosit.
Electrozii din cărbune prezintă dezavantajul că sunt mai fragili.
Electrozii ultratermici  au forma unui tub din oțel umplut cu sârme din oțel, iar la exterior este acoperit cu un strat izolator din PVC.
Avantajele electrozilor ultratermici sunt: 
- utilizează un curent electric de maximum 170 A,
- continua să ardă și fără curent electric, doar cu oxigen,
- pot fi amorsați și de la un acumulator auto de 12 V sau 24 V.

Sursa de curent electric
La tăierea oxi-arc sub apă se recomandă utilizarea redresoarelor de sudare.
Întrerupătorul cu pârghie și cablurile electrice, sunt aceleași ca la sudarea subacvatică, iar buteliile cu oxigen cu reductoarele de presiune sunt similare celor de la tăierea oxi-gaz.
Furtunurile sunt din cauciuc cu inserție dublă și încercate la presiunea de 70 bar (sc.abs.), cu diametrul interior de 6,3 mm pentru lucrul la adâncimi mici și de 9,5 mm pentru lucrul la adâncimi medii și mari.
La tăierea oxi-arc subacvatică, scafandrul trebuie să poarte echipament de protecție corespunzător: mănuși din cauciuc și geam de sudare nr. 4 sau 5.
Un procedeu conex de tăiere oxi-arc subacvatică este lancea termică. 
Procedeul a fost descoperit în anul 1898 de Dr. Ernst Manne și utiliza o țeavă din oțel cu perete gros prin care trecea un jet de oxigen. 
Pentru tăiere sub apă a fost utilizat abia în anul 1960. 
Lancea termică constă dintr-un tub din oțel în interiorul căruia se află un număr 12...26 de vergele subțiri din oțel, aluminiu sau magneziu. Tubul are lungimea de aproximativ 3 m și un diametru exterior de 6, 8, 9, 12, 16, 17 sau 21 mm, un diametru interior de 3,2...6,4 mm și o greutate de 1,5...2,5 kg/m,.
Tubul special din oțel prin care circulă oxigen în mod continuu, poate genera un arc electric de mare intensitate, care poate arde orice substanță (materiale metalice, rocă, beton etc.).
Lancea termică poate fi aprinsă cu ajutorul unui arzător oxi-arc, sau un portelectrod oxi-arc.
Cu ajutorul lancei termice se poate tăia sub apă orice tip de material: oțel, metale neferoase, rocă și beton cu grosimi cuprinse între 600 mm și 2500 mm.
Lucrări de tăiere subacvatică cu lance termică pot fi executate de către scafandri până la adâncimea de 90 m sau chiar mai mult.

#### Tăierea oxi-arc cu electrozi înveliți
Tăierea electrică cu electrozi înveliți este una dintre cele mai cunoscute și aplicate metode de tăiere sub apă. Procedeul utilizează un electrod fuzibil învelit și același utilaj ca la sudarea subacvatică în mediu umed, dar se utilizează intensități de curent mai mari.
Tăierea electrică cu electrozi înveliți se folosește pentru tăierea subacvatică a oțelului inoxidabil, fontei, alamei, bronzului și a altor metale neferoase.
Tăierea electrică cu electrozi înveliți este avantajoasă pentru grosimi ale materialelor de până la 6 mm.
Avantajele metodei de tăiere electrică sub apă cu electrozi înveliți sunt:
- scafandrul poate lucra la porțiuni ale unei structuri imerse care nu pot fi tăiate prin altă metodă de tăiere subacvatică (oxi-gaz sau oxi-arc);
- echipamentul utilizat este cel de suprafață;
- durată scurtă de timp și la un cost redus;

Dezavantajele metodei sunt:
- calitatea redusă a suprafeței tăiate;
- productivitate redusă;
- consum ridicat de electrozi;
- energie termică folosită ridicată.

### Tăiere cu jet de apă și abraziv

Tăiere cu jet de apă și abraziv

Procedeul de tăiere cu jet de apă la presiune înaltă a fost brevetat în anul 1968 de către Dr. Norman Franze, profesor de geniu civil la Universitatea Noua Caledonie din Canada. Primul echipament industrial a fost comercializat în anul 1971 de către firma Ingersoll-Rand. Din anul 1984, metoda a fost modificată prin adăugarea de abraziv (granat, alumină, silică, carburi sau nitruri de siliciu) în jetul de apă pentru tăierea materialelor dure: beton, metale, oțeluri speciale etc.
Tăierea cu jet de apă și abraziv s-a impus ca tehnologie de vârf în industriile aeronautică, de automobile și petroliferă, în domeniul construcțiilor etc.
În industria petroliferă offshore, tăierea cu jet de apă și abraziv se utilizează pentru diverse lucrări de tăiere ale unor componente ale echipamentelor de foraj marin, ale construcțiilor subacvatice și a conductelor, fiind executate manual cu scafandri sau mecanic, montate pe ROV.
Tăierea cu jet de apă și abraziv constă în dirijarea unui jet de apă de înaltă presiune (3000...6000 bar) și de mare viteză (500...900 m/s) către locul de tăiere.
Componentele principale ale unei instalații de tăiere cu jet de apă și abraziv sunt:
- pompa hidraulică - acționată de un motor electric sau de un motor cu ardere internă;
- amplificatorul hidraulic - ridică presiunea apei livrate de pompa hidraulică (2000...4000 bar);
- conductele de legătură care pot fi rigide sau flexibile;
- capul de tăiere cu jet de apă și abraziv format din camera de amestec și duza;
- sistemul de alimentare cu abraziv.

### Tăiere subacvatică utilizând explozivi
Tăierea cu explozivi este utilizată în lucrările subacvatice de ranfluare a navelor scufundate. Încărcătura explozivă se fixează direct pe structura metalică care trebuie tăiată.
În momentul producerii exploziei, particulele de material sunt proiectate cu o viteză foarte mare pe suprafața elementului de structură sau piesei de tăiat, impactul concentrându-se pe o porțiune mică situată de-a lungul liniei de tăiere.
Cele mai cunoscute procedee de tăiere subacvatică cu explozivi sunt: 
- încărcături explozive de contact
- încărcături explozive formate.

#### Tăierea subacvatică cu încărcături explozive de contact
Pentru tăierea sau ruperea sub apă a părților unei epave, sau a altor structuri din oțel este folosită Dinamita RA (rezistentă la apă). Cartușele de dinamită RA se aranjează în serie, sub forma unei încărcături liniare. Suprafața metalică acoperită de vegetație marină, trebuie curățată utilizând diverse unelte subacvatice.
Pentru ca efectul de distrugere să fie cât mai mare, undele de șoc ale dinamitei trebuie burate: încărcătura se acoperă cu saci cu nisip pentru a închide efectul și a-l direcționa către metal. Încărcăturile se fac în tronsoane de țevi tăiate longitudinal, în corniere sau chiar în tuburi metalice și bine presate pe metalul de tăiat cu ajutorul sacilor cu nisip.
Mărimea cartușului de dinamită este în funcție de grosimea oțelului de tăiat.
| Grosime oțel (mm) | Diametru cartuș (mm) |
| ----------------- | -------------------- |
| 3                 | 15                   |
| 9                 | 21                   |
| 18                | 21                   |
| 25                | 31                   |

Tăierea cu încărcături explozive de contact are dezavantaje majore cum ar fi utilizarea unei cantități mari de explozivi și obținerea unor suprafețe ale tăieturii foarte neregulate.

#### Tăierea subacvatică cu încărcături explozive formate

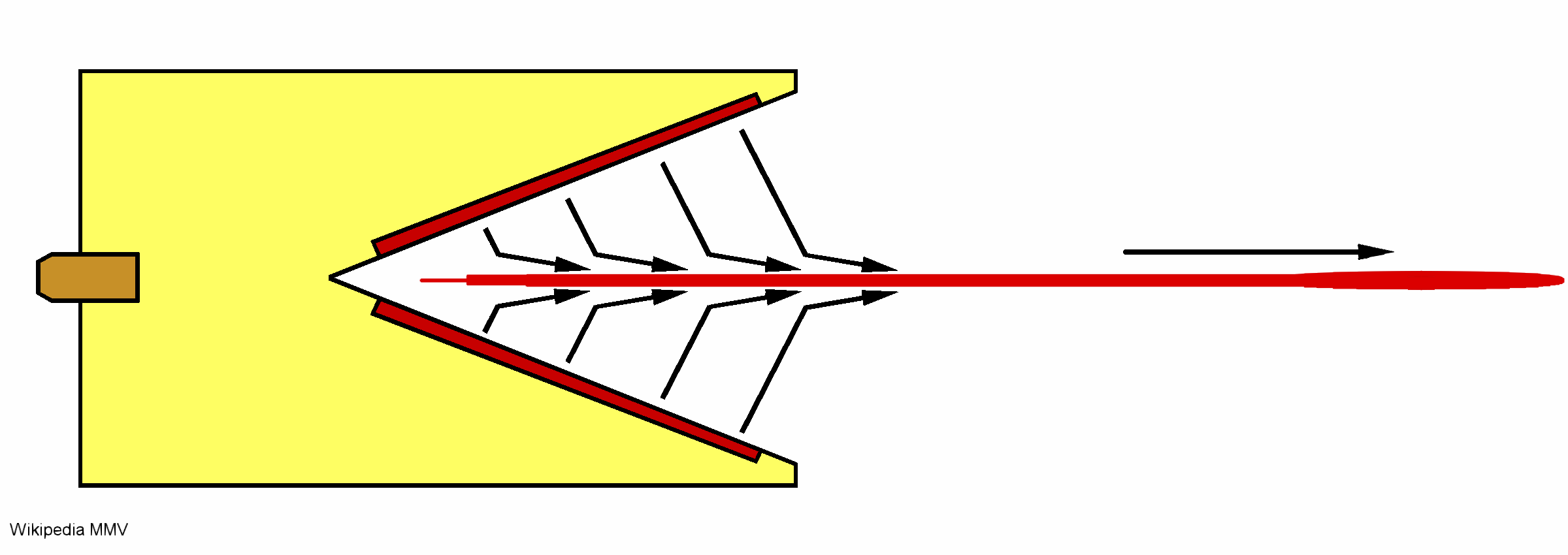
Încărcătură cilindrică cu degajare conică

Metoda este utilizată pentru decupări la carenele sau punțile epavelor ce urmează a fi ranfluate, tăierea epavelor ce blochează zonele de navigație, tăierea picioarelor platformelor, cabluri de diametru mare, coloane montante, conducte submarine etc.
Principalele avantaje ale încărcăturilor explozive speciale sunt producerea unei tăieturi mult mai precise și reducerea riscului deteriorării structurilor imerse adiacente.
Materialele explozive cele mai utilizate sunt explozivii puternici cum sunt: trotil (TNT), octogen (HMX), hexogen (RDX).

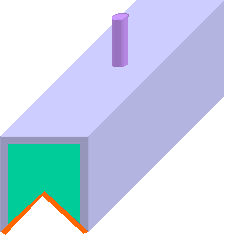
Încărcătură liniară cu degajare în formă de prismă

Pentru aplicațiile efectului de jet din încărcăturile explozive, s-au stabilit caracteristici geometrice specifice ale acestora: încărcături cilindrice cu degajări conice pentru găurire sau toroidale și liniare pentru tăiere.
Încărcăturile de formă cilindrică sunt prevăzute cu degajări de forma unui con cu baza îndreptată către materialul de perforat. Cămașa metalică de formă conică ce căptușește degajarea trebuie realizată cu o grosime uniformă, iar unghiul interior, de la vârful conului trebuie să fie de 800. Încărcătura explozivă este menținută la distanța dorită față de suprafața materialului de perforat prin intermediul unui distanțier cilindric.
Efectul de perforare este mărit considerabil prin formarea unui jet cu efect cumulativ obținut prin punerea materialului exploziv deasupra conului metalic (cămășii metalice), al cărui vârf este situat în partea opusă suprafeței obiectului de perforat.
Detonatorul (capsa electrică sau pirotehnică) se află fixată la partea superioară a încărcăturii explozive, făcând un unghi de 90° cu suprafața obiectului. În acest mod, efectul produs de explozie depășește cu mult pe cel produs de o cantitate egală de exploziv plasată în mod convențional.
Încărcăturile de formă toroidală pentru tăiere, prevăzute cu o degajare de forma unui tor cu secțiune triunghiulară, sunt folosite pentru tăierea obiectelor submerse cu secțiune de formă circulară: cabluri din oțel, conducte, lanțuri, picioare de platforme marine, coloane montante, catarge, picioare de poduri etc.
Încărcăturile explozive liniare, prevăzute cu degajări de forma unei prisme cu secțiune triunghiulară, sunt folosite pentru tăierea unor obiecte cu suprafață plană cum ar fi bordajul și punțile epavelor. În cazul încărcăturilor liniare, penetrarea oțelului este în funcție de puterea de detonație a explozivului folosit.

#### Efectele exploziilor subacvatice asupra scafandrilor
În eventualitatea în care un scafandru se află în apropierea zonei în care urmează a avea loc o detonație a unor încărcături explozive sub apă, pot rezulta accidente deosebit de grave care pot conduce chiar la decese. 

Unele organe ale corpului uman sunt mai puțin afectate de efectele propagării undei de șoc sub apă, acestea fiind ficatul, rinichii și splina.
Părțile corpului care sunt cel mai afectate de propagarea undei de șoc sub apă sunt cele care conțin aer și anume plămânii, intestinele, stomacul și capul (sinusuri și urechi). Acestea sunt supuse efectelor de rupere și perforare sub acțiunea undei de șoc.
Simptomele prezentate de către scafandri expuși la unde de șoc pot fi: 
- la plămâni: jenă respiratorie, respirație superficială, hemoragie, stop respirator, sincopă;
- la intestine și stomac: contracții abdominale, hemoragie internă;
- la urechi: ruperea timpanului, vertij.

## Firme producătoare
- Ductil Arhivat în 22 decembrie 2008, la Wayback Machine. Diferite tipuri de electrozi
- Comatchim Arhivat în 7 ianuarie 2009, la Wayback Machine. Discuri abrazive
- Electrozi de craituire Arhivat în 19 noiembrie 2008, la Wayback Machine.
- Broco Arhivat în 14 octombrie 2008, la Wayback Machine. Electrozi termici, portelectrozi
- Oxy-Gazoline Cutting System Sistem de tăiere
- Arcair Electrozi tubulari
- Dutchdivingsupplies Arhivat în 17 septembrie 2008, la Wayback Machine.
- Pommec Arhivat în 7 august 2008, la Wayback Machine.
- Uhde-hpt Pompe de înaltă presiune
- Hydrajet Arhivat în 30 septembrie 2008, la Wayback Machine. Echipament de tăiere cu jet de apă
- Jetresearch Încărcături explozive formate
- OWEN Arhivat în 14 aprilie 2009, la Wayback Machine. Încărcături explozive formate
- TITAN-Shaped Charged Specialists Arhivat în 20 februarie 2009, la Wayback Machine.